# Medzev
Medzev (Duits: Metzenseifen, Hongaars: Mecenzéf) is een Slowaakse gemeente in de regio Košice, en maakt deel uit van het district Košice-okolie.
Medzev telt 4196 inwoners.